# Le Collier de la reine
Le Collier de la reine est un roman d'Alexandre Dumas, paru dans la presse en 1849 et 1850 (après la Révolution de 1848), librement inspiré de l'affaire du collier de la reine, escroquerie qui défraya la chronique politique et judiciaire à la cour de Louis XVI dans les années 1780.
Cet ouvrage met en scène les personnages de la véritable histoire concernant cette affaire de collier, mais dans une version considérablement romancée.

## Le roman
Le roman est d'abord paru sous forme de feuilleton dans La Presse. L'action se passe entre 1784 et 1785.
Ce roman présente un portrait idéalisé de la reine Marie-Antoinette mais il montre aussi la décadence de la haute noblesse à cette époque et montre le « début de la fin » de cette noblesse.
Ce roman est le deuxième de la série des Mémoires d'un médecin, précédé par Joseph Balsamo, suivi par Ange Pitou et La Comtesse de Charny.

## Résumé

### Prologue
Le livre commence par un prologue qui se passe chez le duc de Richelieu alors qu’il reçoit huit convives de renom : le comte de Haga (qui est en fait le roi de Suède sous pseudonyme), le comte de Launay (gouverneur de la Bastille), la comtesse du Barry, La Pérouse, Favras, Condorcet, Cagliostro et Taverney (le seul convive qui ne soit pas un personnage historique). Durant le repas, le comte de Cagliostro prétend posséder un élixir arrêtant le vieillissement, lui permettant ainsi d'être âgé de plusieurs milliers d'années avec un corps de 40 ans. M. de Taverney goute l'élixir et rajeunit aux yeux de tous pendant quelques instants. Puis, à la demande de chacun, sauf Taverney, le comte de Cagliostro prédit les circonstances de leur mort (qui se trouve être leur mort historique connue en dehors du roman). La suite du livre se déroule huit jours plus tard.

### Devoir
Mme Jeanne de La Motte de Valois (Jeanne de Valois-Saint-Rémy) est une jeune jeune comtesse descendante des Valois qui vit dans la pauvreté. Elle fait régulièrement appel à différentes personnes de la cour et cela lui permet de s’en sortir modestement mais personne n’a jamais voulu la recevoir. Un jour la reine Marie-Antoinette vient la voir en se faisant passer pour une dame de charité de la cour. La comtesse lui explique son histoire et présente des parchemins faisant état de sa généalogie. La reine lui conseille de faire valoir ses titres et lui donne une grosse somme d'argent en attendant de lui donner d'autres nouvelles.
La reine retourne à Versailles et le lendemain matin elle se voit offrir par le roi un magnifique collier confectionné par les associés joailliers Bœhmer et Bossange dont le prix est estimé à un million et demi de livres. La reine refuse le collier disant qu'il vaudrait mieux que cet argent serve à acheter un navire de guerre, car les coffres du roi sont vides.
Ce même jour le cardinal Louis de Rohan rend visite à Mme de La Motte à la suite de ses lettres. Le cardinal reconnait une boite en or oubliée par la reine Marie-Antoinette chez Mme de La Motte,  mais au lieu de donner l'identité de la reine il garde le secret et offre à la comtesse son soutien et un logement digne. Le cardinal, aimé du roi mais haï de la reine, compte ainsi renouer avec cette dernière par l'intermédiaire de Mme de La Motte sans en avoir l'air.
Souhaitant désespérément connaitre l'identité de la dame de charité, Mme de La Motte se rend le lendemain chez le magnétiseur Mesmer. Sur place, la comtesse de La Motte se rend compte que s'y trouvent simultanément la dame de charité accompagnée et protégée par une coiffe, que tout le monde ignore, et un sosie de la dame de charité, vulgaire, en pleine séance de magnétisme, que les badauds prennent pour la véritable reine Marie-Antoinette. La comtesse comprend ainsi que c'est la reine sous la coiffe et la convainc de sortir d'urgence de chez le magnétiseur. La reine lui donne rendez-vous le lendemain à Versailles pour avoir les explications de son comportement.
L'intrigant comte de Cagliostro a vu aussi le sosie de la reine chez Mesmer, il va la voir le jour même pour qu'elle entre à son service contre bon argent en tout bien tout honneur, sans lui donner plus de précision. Le sosie s'appelle Oliva et ne sait pas qu'elle ressemble à la reine. Oliva accepte le marché et accompagne Cagliostro le soir même au bal de l'Opéra, masquée derrière un loup. Cagliostro fait exprès de dévoiler furtivement le visage d'Oliva devant quelques gens de la cour médusés, croyant voir la reine, y compris par Mme de La Motte et par le cardinal de Rohan qui accompagnait la comtesse au bal ce soir-là.
Comme convenu, la comtesse de La Motte se rend à Versailles. Elle arrive au moment où les espions du roi attestent avoir vu la reine en pleine séance de magnétisme et en simple accoutrement. L’accompagnatrice de la reine et Mme de La Motte témoignent alors que ce ne peut pas être la reine puisqu’elle était avec elles au même moment au même endroit. La reine aurait donc un sosie, qui plus est peut lui faire beaucoup de tort s'il se comporte mal. Grâce à sa présence au moment opportun et à son témoignage, Mme de La Motte acquiert l’amitié de la reine et est admise dans son entourage. C’est ainsi que la donne a changé pour Mme de La Motte. Jusqu’à présent elle a eu le cardinal de Rohan pour protecteur. Maintenant qu’elle a la confiance de la reine, c’est elle qui va pouvoir aider le cardinal à rentrer dans les bonnes grâces de la souveraine.
Beausire, le compagnon d'Oliva, organise un complot avec ses associés malfrats qui ont eu vent du collier refusé par la reine. Les malfrats se font passer pour l'ambassadeur du Portugal souhaitant acheter le collier aux joailliers Bœhmer et Bossange. Le complot est sur le point de réussir mais il échoue au dernier moment et tous les malfrats s'enfuient car Bœhmer et Bossange informent l'ambassadeur que le collier n'est plus à vendre.
En effet, les joailliers ont prévenu la reine que le collier allait être vendu hors de France par un ambassadeur du Portugal, cette dernière refuse une seconde fois le collier avec chagrin. Témoin de cela, Mme de La Motte en informe le cardinal de Rohan afin de l'aider en retour dans son projet de renouer avec la reine. Le cardinal se laisse convaincre d'acheter le collier pour l'offrir à la reine.

### Chapitres 48 à 98
Toujours par l'entremise de Mme de La Motte, la reine Marie-Antoinette apprend le geste magnifique du cardinal. Elle accepte de reprendre contact avec lui mais refuse son don et choisit de payer le collier.
Elle s’engage à payer les mensualités sur sa pension personnelle. Pour la première traite, elle demande au ministre des finances de lui trouver l’argent. 
Malheureusement, le roi lui refuse les crédits.
La reine décide alors de rendre le collier et confie cette charge à Mme de La Motte qui y voit un excellent moyen de s’enrichir.
La comtesse garde le collier qu’elle compte revendre pierre par pierre. 
Pour ne pas se faire prendre, elle fait produire par un pamphlétaire, Réteau de Villette, des faux imitant l'écriture de la reine.
Les fausses lettres demandent aux bijoutiers un délai supplémentaire pour le paiement de la mensualité.
Cagliostro invite Oliva à rester cachée dans son appartement secondaire car la police de M. de Crosne la recherche, mais cet appartement se situe en face du logement de Mme de La Motte. Cette dernière finit par reconnaitre Oliva et voit en elle le moyen d'arriver à ses fins.
En catimini, la comtesse de La Motte entretient une relation tendre avec Oliva et la pousse à se faire passer pour la reine auprès d'un ami inconnu, la nuit dans les jardins de Versailles.
L'inconnu qui se fait duper par le sosie de la reine et croit avoir une liaison amoureuse avec elle n'est autre que le cardinal de Rohan.
Mme de La Motte fait faire de fausses lettres de la reine pour le cardial, et conserve les réponses écrites du cardinal dans le but d'assurer sa protection.
Mais plusieurs personnes sont témoins des aventures de la reine la nuit dans les jardins de Versailles, alors qu'il s'agit en fait de son sosie.
Afin de prouver son innocence aux yeux d'Olivier de Charny, un officier devenu amoureux transi de la reine et qui dit l'avoir vue aussi, Marie-Antoinette va le soir 
sur les lieux pour lui montrer que c'est une autre, mais Oliva ne vient pas cette nuit là, et finalement Olivier de Charny et la reine Marie-Antoinette, se retrouvant seuls dans la nuit, entament une relation.
La date du premier paiement du collier étant échue, les deux joailliers se rendent chez la reine pour réclamer le paiement.
Bien sûr la reine n'y comprend rien et refuse de payer. 
On découvre alors que les reçus des joailliers et de la reine sont des faux, et que nul ne sait où se trouve le collier.
Mme de La Motte, à qui on a confié le collier en dernier, est recherchée mais introuvable.
La reine est avertie que des bruits prétendent que le cardinal serait l'amant de la reine et qu'il paye pour elle le collier qu'elle garderait secrètement.
Le cardinal de Rohan se rend seul à seul auprès de la reine et lui parle comme un amant qu'il croit être. 
La reine le repousse et fait venir le roi. Le cardinal maintient ne pas avoir le collier, ne peut donner aucune explication sur sa disparition et refuse d'en dire plus long devant le roi.
Par ordre du roi, le cardinal se fait arrêter sur-le-champ, il est enfermé à la Bastille en attendant son procès.
Olivier de Charny, amant de la reine, est surpris par le roi à genoux devant Marie-Antoinette.
La reine invente comme prétexte qu'Olivier de Charny avait une requête royale : une demande en mariage avec Mlle Andrée de Taverney qui s'est retirée au couvent.
Secrètement profondément amoureuse d'Olivier de Charny, Andrée de Taverney accepte immédiatement la demande en mariage mais elle tombe dans un profond dépit quand elle apprend que ce mariage n'est qu'une façade pour sauver l'honneur de la reine.
Mme de La Motte est retrouvée, elle se rend elle-même chez la reine. Elle ment en disant avoir remis le collier au cardinal à sa demande, et qu'il lui aurait donné les documents à remettre à la reine et aux joailliers.
Elle se fait enfermer immédiatement à la Bastille à la demande de la reine pour qu'elle soit jugée elle aussi.
Le comte de Cagliostro est entendu par la police. Il témoigne de la complicité entre Mme de La Motte et Oliva.
Finalement la police retrouve Oliva et Beausire qui vivaient cachés. Ce dernier réussit à s'enfuir mais Oliva est enfermée à la Bastille. Elle donnera le jour à son enfant en prison.
Un procès public a lieu. Le cardinal est absous, Cagliostro mis hors de cause, Oliva renvoyée de l'accusation. Le faussaire Réteau de Villette est condamné aux galères.
La comtesse de La Motte est condamné à être fouettée publiquement et sera marquée au fer rouge.

## Personnages principaux
- Jeanne de la Motte de Valois : comtesse calculatrice souhaitant retrouver son rang, elle devient femme de confiance de la reine et du cardinal, et subtilise le collier de la reine.
- La reine Marie-Antoinette : elle donnera sa confiance à Mme de La Motte. Toujours droite et probe, sauf son aventure extraconjugale d'un soir avec Olivier de Charny.
- Le roi Louis XVI : il se méfie de la comtesse de La Motte, mais il a une confiance sans borne envers son épouse la reine.
- Le cardinal Louis de Rohan : aimé du roi, haï de la reine, aimant les femmes. Il est prêt à beaucoup pour renouer avec la reine.
- Bœhmer et Bossange : les associés joailliers qui ont confectionné le fabuleux collier et cherchent à le vendre.
- Le comte de Cagliostro (alias Joseph Balsamo) : mystérieux, ayant de la ressource et très bien informé sur tout le monde, il complote pour ternir l'image de la reine grâce à Oliva.
- Oliva (Nicole est son prénom de naissance) : sosie de la reine sans le savoir, elle était au service des Taverney dans sa jeunesse.
- Mlle Andrée de Taverney : demoiselle de compagnie et dame de confiance de la reine, elle est amoureuse en secret d'Olivier de Charny.
- M. Philippe de Taverney : frère d'Andrée de Taverney, revient des Amériques après avoir servi comme officier de La Fayette et Washington, blesse Olivier de Charny lors d'un duel pour l'honneur de la reine.
- M. Olivier de Charny : officier de la marine royale, tombe fou amoureux de la reine après l'avoir escortée sans connaitre son identité. Il deviendra son amant d'un soir.
- La princesse de Lamballe : deuxième demoiselle de compagnie et dame de confiance de la reine.
- Beausire : amant d'Oliva et l'une des têtes d'une bande d’escrocs qui tentera vainement de voler le collier.
- M. de Crosne : le lieutenant de police du roi.
- Le comte de Provence (frère du roi) : informe le roi sur des choses secrètes ou délicates.
- Le comte d'Artois (frère du roi) : informe la reine sur des choses secrètes ou délicates.

## Les sources
Les premiers chapitres du roman, qui mettent en scène un dîner chez le vieux maréchal de Richelieu, sont inspirés d'un texte de Jean-François de La Harpe, La Prophécie de Cazotte. Dans ce passage, le comte de Cagliostro prédit aux différents convives (La Pérouse, la comtesse du Barry, Condorcet ou Gustave III de Suède (le comte de Haga) la fin tragique qui les attend, ainsi que l'exécution de Louis XVI. Cette prolepse jette sur l'intrigue un éclairage tragique, puisque le lecteur sait déjà que les efforts des protagonistes, notamment de la reine, pour prouver leur innocence, sont voués à l'échec.
- Mme Campan, Mémoires sur la vie privée de Marie-Antoinette, Baudouin, 1823.

## Adaptations
La trame du roman a été entièrement ou partiellement reprise dans diverses adaptations pour le cinéma qui ont aussi puisé dans les faits historiques :

### Au cinéma
- 1909 : Le Collier de la reine, film muet de court métrage, réalisé par Étienne Arnaud et Louis Feuillade
- 1929 : Le Collier de la reine, film réalisé par Tony Lekain et Gaston Ravel
- 1946 : L’Affaire du collier de la reine, film réalisé par Marcel L'Herbier
- 2001 : L’Affaire du collier (The Affair of the Necklace), film réalisé par Charles Shyer, dont la trame reprend celle de L'Affaire du collier de la reine, mais dont des éléments ont pu être puisés dans le roman d'Alexandre Dumas.

### En jeu vidéo
- Le Collier de jouvence, jeu de piste élaboré par Acharat en 2017 dont le point de départ la nuit est l'église Notre-Dame-de-Bonsecours à Nancy.